# Ітуруп (аеропорт)
Ітуруп (також Ясний) — міжнародний аеропорт на острові Ітуруп (Сахалінська область).
22 вересня 2014 аеропорт прийняв свій перший регулярний рейс компанії «Аврора» з Южно-Сахалінська з 50 пасажирами на борту. 17 червня 2017 року аеропорт вперше прийняв пасажирський рейс із Японії.

## Загальні характеристики
Розміри злітно-посадкової смуги становлять 2300×42 м, що дозволяє приймати повітряні судна типу Ан-2, Ан-24, Ан-26, Ан-32, Ан-74, Л-410, Bombardier Dash 8, Sukhoi Superjet 100, вертольоти. всіх типів, епізодично — Ан-12.
Аеропорт розташований неподалік селищ Курильськ, сіл Рейдово та Китове, з якими його з'єднує нове шосе з асфальтовим покриттям.

## Маршрутна мережа
| Авіакомпанія | Пункт призначення                    |
| ------------ | ------------------------------------ |
| Аврора       | Южно-Сахалінськ на Bombardier Dash 8 |
| Авіашельф    | Кунашир на Мі-8 до 31.12.19          |
| Авіашельф    | Шикотан на Мі-8 до 31.12.19          |

## Будівництво
Необхідність будівництва на Ітурупі нового аеропорту обґрунтована тим, що наявний аеропорт «Буревісник» розташовується на значній відстані від основних населених пунктів і відрізняється складними метеоумовами.
Указ про будівництво аеропорту було підписано президентом Росії Володимиром Путіним у 2003 році. Цей об'єкт було включено до федеральної цільової програми розвитку Курильських островів на 2007—2015 роки. Будівництво велося з 2007 по 2014.
Відкриття аеропорту викликало негативну реакцію МЗС Японії, яка вважає острів частиною цієї країни.

## Показники діяльності
| рік            | 2014 | 2015 | 2016 | 2017 |
| тис. пасажирів | 4,13 | 18,8 | 24,6 | 24,4 |
| Джерела:       |      |      |      |      |

## Економічне значення
У перспективі аеропорт має допомогти розвитку туризму, торгівлі, логістики. Крім цього, будівництво аеропорту вже призвело до початку будівельного буму на острові: крім будівництва аеропорту та об'єктів суміжної інфраструктури, в регіоні вже запущено механізм забезпечення сімей диспетчерів житлом.

## Громадський транспорт
З 11 січня 2016 року до аеропорту ходить автобус 515 «с. Гарячі Ключі — Аеропорт Ітуруп».

## Галерея

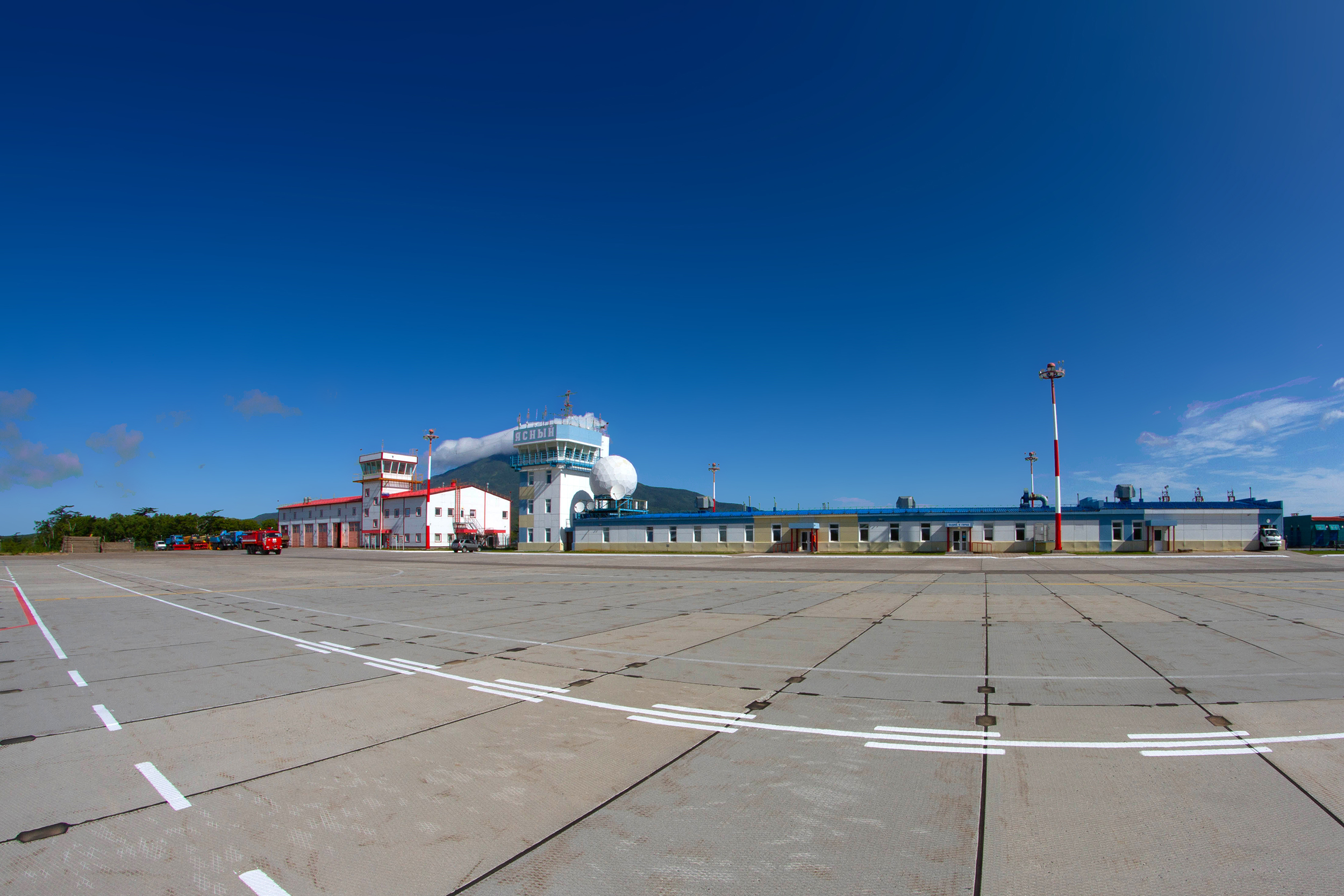
аеропорт "Ясний"
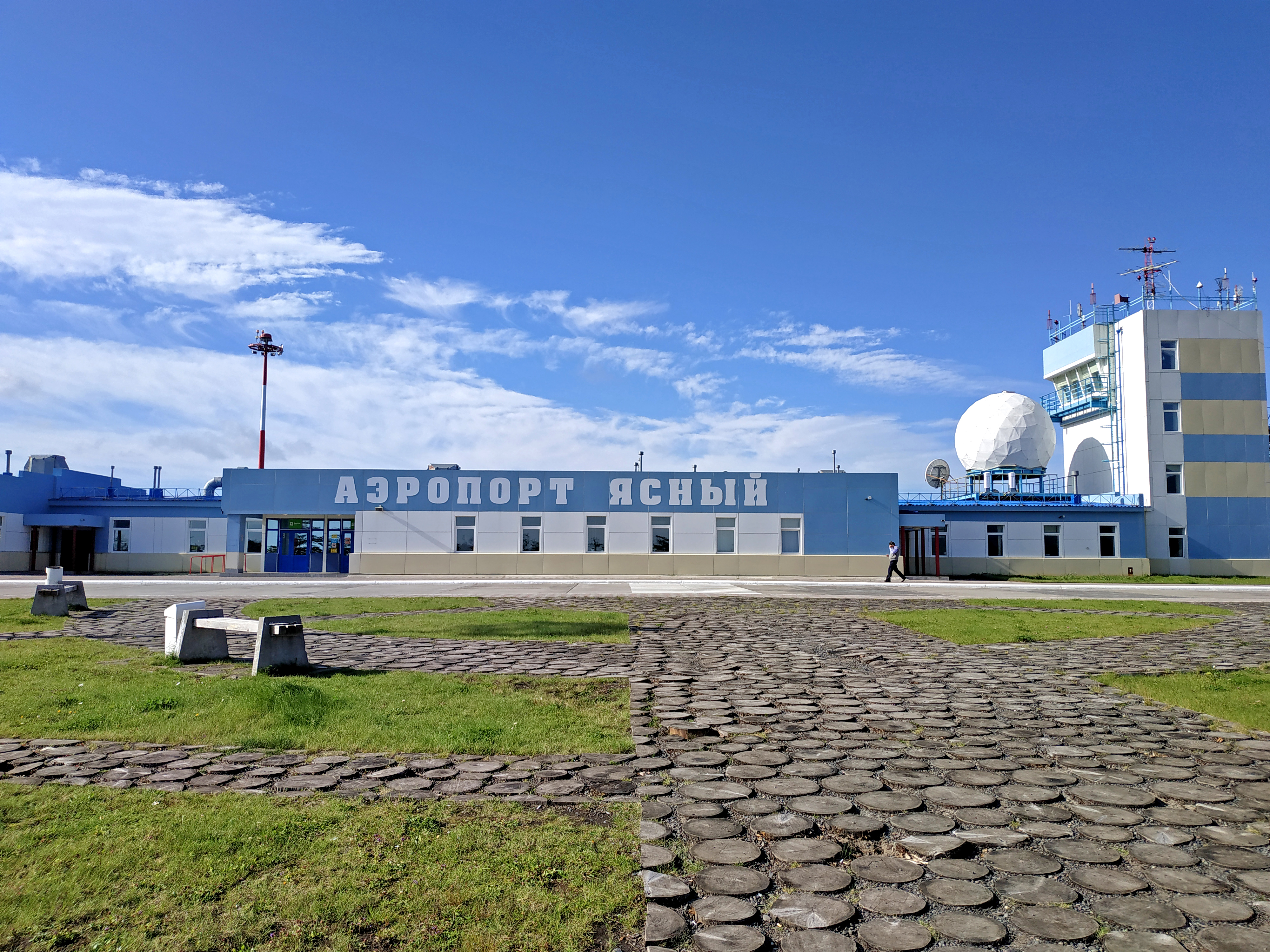
Вхід до аеропорту з парковки
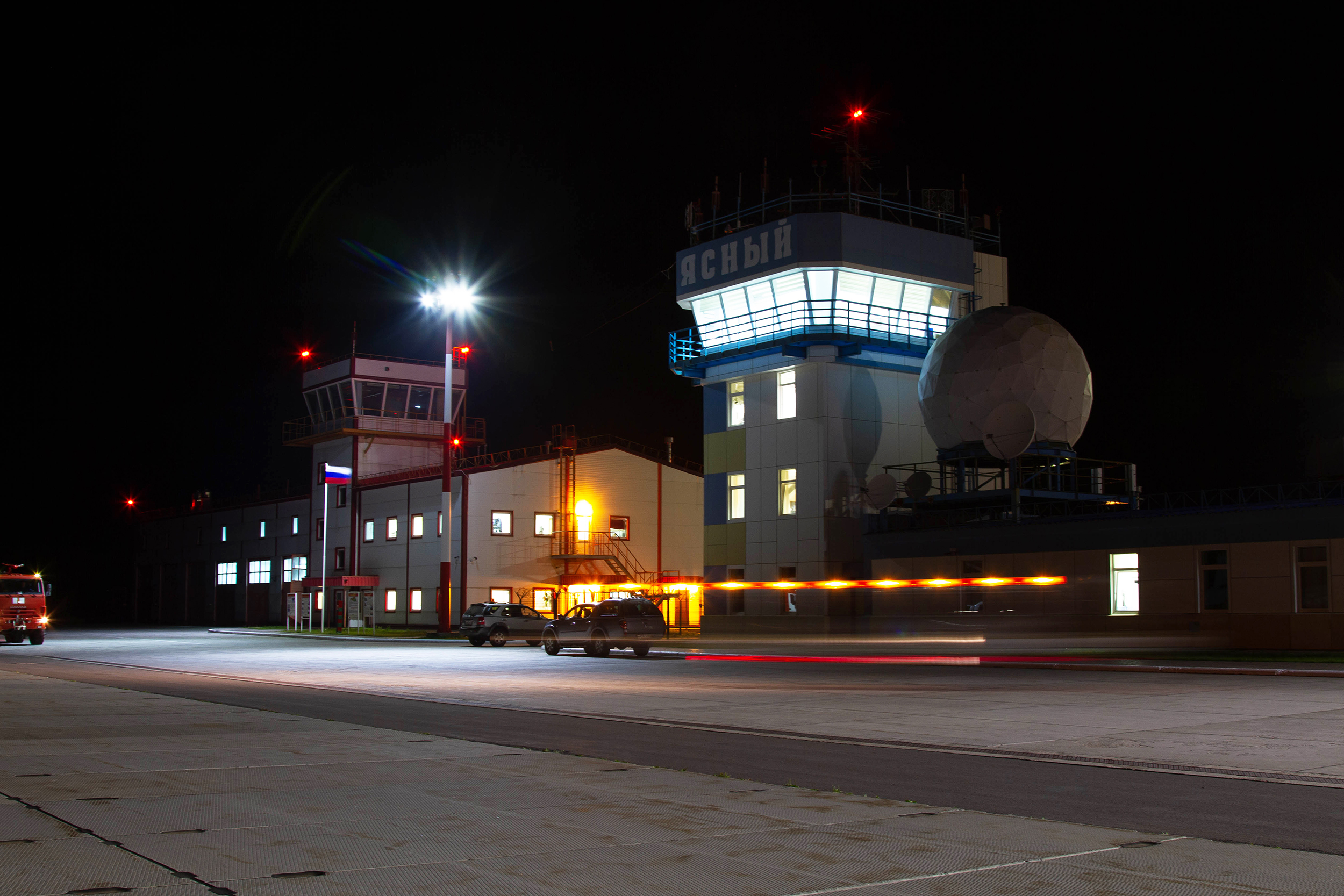
Аеропорт "Ясний" уночі
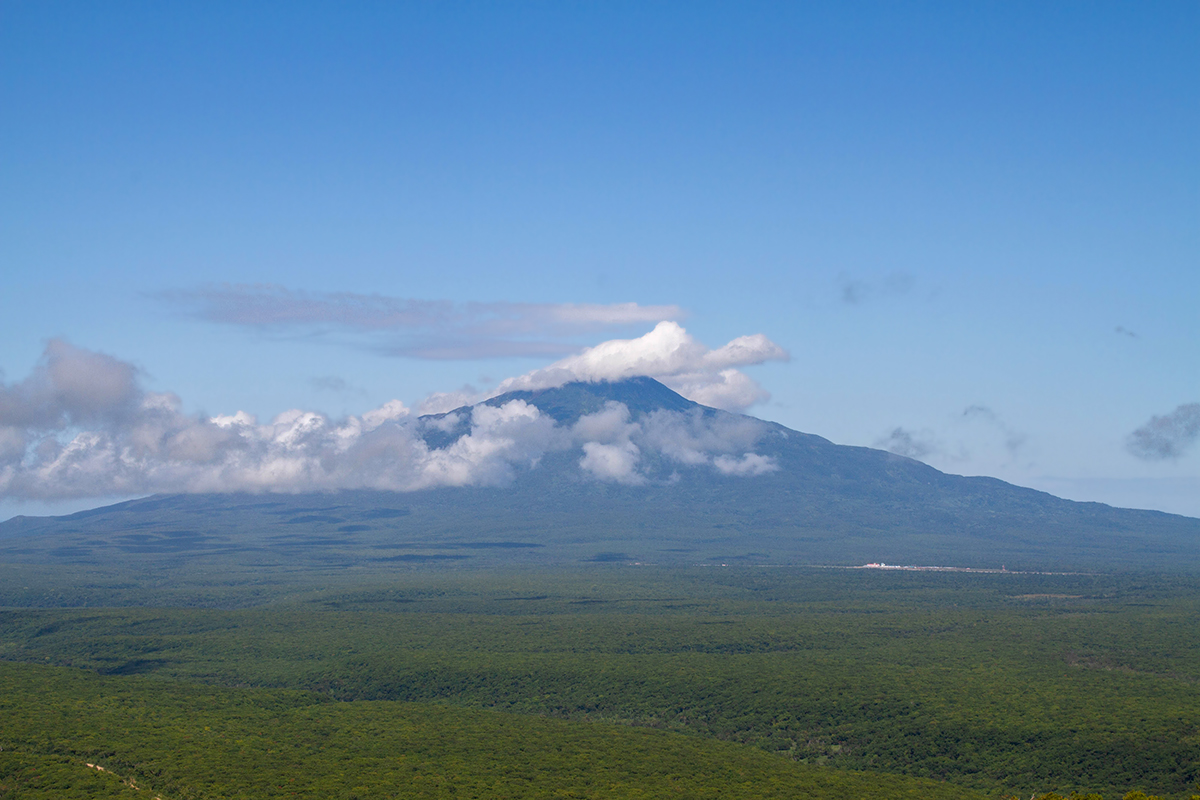
Аеропорт "Ясний" на тлі вулкана Богдан Хмельницький